# Alekseevsky (huyện của Belgorod)
Huyện Alekseevsky (tiếng Nga: ? райо́н) là một huyện hành chính tự quản (raion), của Tỉnh Belgorod, Nga. Huyện có diện tích 1663 km². Trung tâm của huyện đóng ở Alekseevka.